# Tornatellinops lidgbirdense
Tornatellinops lidgbirdense är en snäckart som först beskrevs av Tom Iredale 1944.  Tornatellinops lidgbirdense ingår i släktet Tornatellinops och familjen Achatinellidae. Inga underarter finns listade i Catalogue of Life.